# Шебели
Шебели је 1.820 km дуга ријека у источној Африци, притока Џубе.
Извире на југозападу Сомалијске висоправни на планини Мендебо и прво вријеме тече према исток а касније скреће према југоистоку, уздуж планине Аудо у југоисточној Етиопији. Након 920 km тока, прелази границу са Сомалијом. Градећи својим током лук, скреће затим према југу у правцу главног града Сомалије Могадиша. Касније оба ријека тече уздуж обале Индијског океана на југозапад. У том предјелу Шебели најчешће пресуши. Само у кишном периоду, након 9.000 km тока кроз Сомалију, код мјеста Џилиб (Jilib) улива се у Џубу, кратко прије њеног ушћа у Индијски океан.